# Parc provincial La Vérendrye
Pour les articles homonymes, voir La Vérendrye.
Le parc provincial La Vérendrye est un parc provincial de l'Ontario située à la frontière avec l'État du Minnesota aux États-Unis, à côté du lac Supérieur et face à l'Isle Royale. Le parc reçut le nom de La Vérendrye en mémoire des différentes expéditions d'exploration des membres de la famille, notamment Pierre Gaultier de Varennes et de La Vérendrye qui arpentèrent cette région au XVIIIe siècle et organisèrent la Traite des fourrures avec les Amérindiens. Ce parc protège la faune et la nature. 
Le parc La Vérendrye n'est pas un parc organisé avec guides, personnels forestiers et attractions diverses. L'entrée est libre et gratuite pour tout le monde.

## Géographie
Le parc de 182,80 km2 est situé au nord-ouest de l'Ontario à 80 km au sud-ouest de la ville de Thunder Bay. Il longe la frontière entre le Canada et les États-Unis le long de la rivière Pigeon, à la limite de la frontière avec le Minnesota (États-Unis) entre Grand Portage et le parc provincial Quetico. Sur le plan administratif, le parc est situé dans le district de Thunder Bay. L'est est compris dans la municipalité de Neebing alors que l'ouest est situé dans des territoires non-organisés. 
Le parc partage ses limites avec la forêt nationale de Superior, le monument national de Grand Portage et l'aire sauvage Boundary Waters Canoe Area Wilderness aux États-Unis et le parc provincial Quetico en Ontario.